# Romualdo Ares y Maldes
Romualdo Ares y Maldes fue un político y legislador argentino, varias veces Presidente de la Junta de Representantes de su provincia y dos veces gobernador por dos breves periodos. 
Fue descripto como un hombre de pocas palabras, firme en sus convicciones pero al que su distancia con el pueblo le jugaba en contra y sobre todo para mantenerse en los mandatos.

## Primer Gobierno
Provisorio por enfermedad de José Gregorio Calderón. Eufrasio Videla junto a Manuel Baigorria ponen sitio a la ciudad de San Luis y piden la inmediata renuncia del gobernador.

## Segundo Gobierno
Revolución impulsada por Pío Solano Jofré para derrocar al gobernador Pablo Lucero. La esposa de Lucero, Dominga Pérez, manda a llamar al regimiento "Los Dragones de la Unión" en auxilio.